# Budapest autóbuszvonal-hálózata 2014-ben

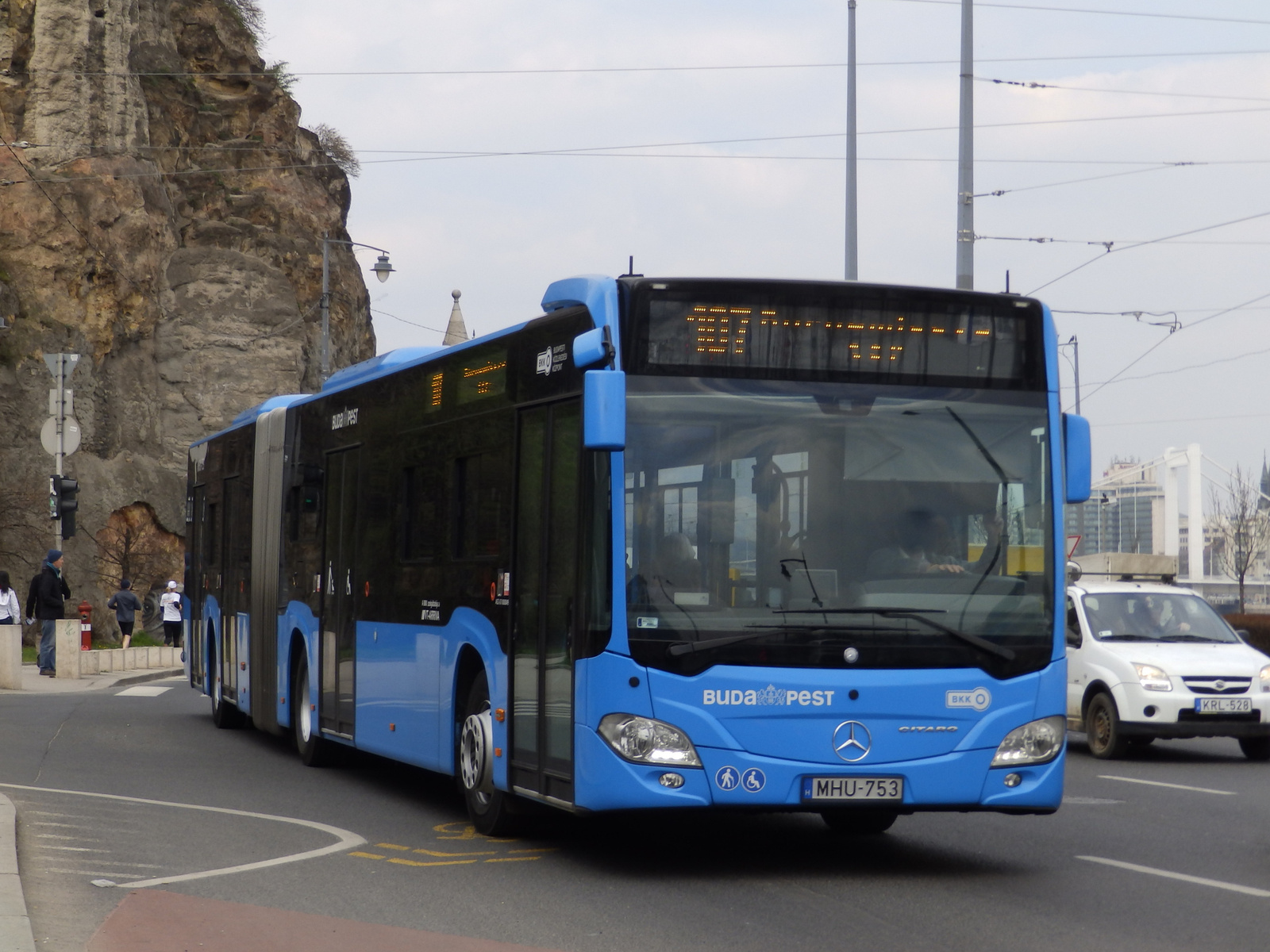
A 107-es volt az egyik új járat

Budapest autóbuszvonal-hálózata 2014-ben jelentős változáson ment keresztül az M4-es metróvonal átadása miatt. Kelenföld vasútállomásnál új intermodális csomópont készült el, a dél-budai, budaörsi és törökbálinti autóbuszjáratok többségét ide helyezték át. A Rákóczi úti autóbusz-tengelyt is átszervezték, a budai gyorsjáratok megszűntek, helyüket alapjáratok vették át, a gyorsabb eljutást a metró végezte. A közlekedési rendet két év múlva felülvizsgálták, és további járatokat helyeztek át Kelenföldre. A táblázatban az 1-es villamos éppen ekkor zajló felújítási munkálatai alatt érvényes forgalmi rend is feltüntetésre került.

## Módosuló vonalak
| Járat | Eredeti útvonal                                           | Új útvonal                                                   | Változás |
| ----- | --------------------------------------------------------- | ------------------------------------------------------------ | --- |
| 7A    | Bosnyák tér – Bornemissza tér                             | –                                                            | Megszűnt, helyét a 107-es busz vette át.                                                                                                |
| 7E    | Kelenföld vasútállomás – Újpalota, Nyírpalota út          | Blaha Lujza tér M – Újpalota, Nyírpalota út                  | Útvonala a Blaha Lujza térig rövidült.                                                                                                  |
| 8     | Gazdagréti tér – Uránia                                   | Gazdagréti tér – Bosnyák tér                                 | Útvonalát a Bosnyák térig hosszabbították.                                                                                              |
| 8A    | –                                                         | Gazdagréti út – Keleti pályaudvar M                          | Új járat, a 8-as busz kisebb forgalmú időszakaiban.                                                                                     |
| 40    | Móricz Zsigmond körtér – Budaörsi lakótelep               | Kelenföld vasútállomás M – Budaörsi lakótelep                | Végállomása Kelenföld vasútállomáshoz került át.                                                                                        |
| 40E   | Móricz Zsigmond körtér – Budaörsi lakótelep               | Kelenföld vasútállomás M – Budaörsi lakótelep                | Végállomása Kelenföld vasútállomáshoz került át.                                                                                        |
| 53    | Újbuda-központ – Mindszenty József bíboros tér            | Újbuda-központ M – Mindszenty József bíboros tér             | Újbuda-központ felé betér Kelenföld vasútállomáshoz.                                                                                    |
| 58    | Savoya Park – Háros utca                                  | Kelenföld vasútállomás M – Jégmadár utca                     | Végállomása a Savoya Park helyett Kelenföld vasútállomáshoz került át, pótolva a Balatoni útra áthelyezett 141-es busz kieső megállóit. |
| 87    | Kosztolányi Dezső tér – Mechanikai Művek                  | Kelenföld vasútállomás M – Mechanikai Művek                  | Végállomása Kelenföld vasútállomáshoz került át.                                                                                        |
| 87A   | Kosztolányi Dezső tér – Kamaraerdő                        | –                                                            | Megszűnt, helyét a 87-es busz vette át.                                                                                                 |
| 88    | Kamaraerdő – Törökbálint, Munkácsy Mihály utca            | Móricz Zsigmond körtér M – Törökbálint, Munkácsy Mihály utca | Módosított útvonal, Kamaraerdő helyett a Móricz Zsigmond körtérig hosszabbították. Régi megállóit a 287-es busz szolgálta ki.           |
| 101   | –                                                         | Kelenföld vasútállomás M – Budatétény vasútállomás (Campona) | Új járat. |
| 107E  | Újpalota, Nyírpalota út – Bornemissza tér                 | –                                                            | 107-es jelzéssel közlekedik. |
| 107   | –                                                         | Kelenföld vasútállomás M – Bornemissza tér                   | Új járat a 107E busz helyett, Pesten gyorsjáratként, Budán alapjáratként.                                                               |
| 108   | –                                                         | Kelenföld vasútállomás M – Gazdagréti tér                    | Új járat. |
| 112   | Thomán István utca – Uránia                               | Thomán István utca – Bosnyák tér                             | Útvonalát a Bosnyák térig hosszabbították.                                                                                              |
| 133E  | Nagytétény, Erdélyi utca – Bosnyák tér                    | –                                                            | Jelzése 133-asra módosult, útvonalát a Nyírpalota útig hosszabbították.                                                                 |
| 133   | –                                                         | Nagytétény, Erdélyi utca – Újpalota, Nyírpalota út           | Új járat hosszabb útvonalon. |
| 140   | Budaörsi lakótelep – Törökbálint, bevásárlóközpont        | Törökbálint, bevásárlóközpont – Széll Kálmán tér M           | A Széll Kálmán térig hosszabbították útvonalát.                                                                                         |
| 140A  | –                                                         | Budaörsi lakótelep – Széll Kálmán tér M                      | Új járat a 140-es busz kiegészítése céljából.                                                                                           |
| 140B  | –                                                         | Budaörsi lakótelep – Törökbálint, bevásárlóközpont           | Új járat a 140-es busz kisebb forgalmú időszakaiban.                                                                                    |
| 140i  | Budaörsi lakótelep – Törökbálint, bevásárlóközpont        | –                                                            | Megszűnt. |
| 141   | Háros utca – Kelenföld vasútállomás                       | Kelenföld vasútállomás M – Savoya Park                       | Jelentősen módosított útvonal, felhagyott kelenvölgyi megállóit az 58-as busz szolgálta ki.                                             |
| 150   | Újbuda-központ – Budatétény vasútállomás (Campona)        | Újbuda-központ M – Budatétény vasútállomás (Campona)         | Nem tér be Kelenvölgybe, viszont érinti Kelenföld vasútállomást.                                                                        |
| 150E  | Újbuda-központ – Őrmezői lakótelep, Menyecske utca        | –                                                            | Megszűnt, szerepét a metró vette át. |
| 153   | Gazdagréti tér – Móricz Zsigmond körtér                   | Gazdagréti tér – Neumann János utca                          | Kelenvölgy felé Kelenföld vasútállomás érintésével közlekedik. Újbudán a Neumann János utcáig meghosszabbítva.                          |
| 153A  | –                                                         | Gazdagréti tér – Kelenföld vasútállomás M                    | Új járat, a 153-as busz kisebb forgalmú időszakaiban.                                                                                   |
| 158   | –                                                         | Jégmadár utca – Savoya Park                                  | Új járat. |
| 172   | –                                                         | Kelenföld vasútállomás M – Törökbálint, Munkácsy Mihály utca | Új járat a 172E helyett. |
| 172E  | Kosztolányi Dezső tér – Törökbálint, Munkácsy Mihály utca | –                                                            | Megszűnt, 172-es jelzéssel rövidebb útvonalat kapott.                                                                                   |
| 187   | Kosztolányi Dezső tér – Kamaraerdő                        | Kelenföld vasútállomás M – Kamaraerdő                        | Végállomása Kelenföld vasútállomáshoz került át.                                                                                        |
| 203   | Petőfi híd, budai hídfő – Neumann János utca              | –                                                            | Megszűnt, az Infoparkhoz a 153-as busz tér be.                                                                                          |
| 213   | Kosztolányi Dezső tér – Donát-hegy                        | Kosztolányi Dezső tér – Donát-hegy                           | A Fehérvári út helyett a Kondorosi úton közlekedik.                                                                                     |
| 233E  | Budatétény vasútállomás (Campona) – Bosnyák tér           | –                                                            | Jelzése 233-asra módosult, útvonalát a Nyírpalota útig hosszabbították.                                                                 |
| 233   | –                                                         | Budatétény vasútállomás (Campona) – Újpalota, Nyírpalota út  | Új járat hosszabb útvonalon. |
| 239   | Gazdagréti tér – Uránia                                   | Gazdagréti tér – Bosnyák tér                                 | Útvonalát a Bosnyák térig hosszabbították.                                                                                              |
| 240   | Budaörsi lakótelep – Móricz Zsigmond körtér               | –                                                            | Megszűnt. |
| 240E  | Budaörsi lakótelep – Móricz Zsigmond körtér               | Budaörsi lakótelep – Móricz Zsigmond körtér M                | Módosított útvonalon, a BAH-csomópont érintése nélkül járt.                                                                             |
| 250   | Újbuda-központ – Savoya Park                              | Kelenföld vasútállomás M – Savoya Park                       | Nem tér be Kelenvölgybe és csak Kelenföld vasútállomástól járt.                                                                         |
| 250A  | Arany János utcai lakótelep – Savoya Park                 | –                                                            | Megszűnt. |
| 258   | –                                                         | Újbuda-központ M – Arany János utcai lakótelep               | Új járat. |
| 258A  | –                                                         | Újbuda-központ M – Kelenvölgy                                | Új járat. |
| 272   | Kosztolányi Dezső tér – Törökbálint, Munkácsy Mihály utca | Móricz Zsigmond körtér M – Törökbálint, Munkácsy Mihály utca | Útvonalát a közeli metróállomásig hosszabbították.                                                                                      |
| 287   | –                                                         | Budatétény vasútállomás (Campona) – Budaörsi lakótelep       | Új járat, részben buszok által eddig ki nem szolgált területen, részben a 88-as busz megszűnő megállóit pótolta.                        |
| 287A  | –                                                         | Kamaraerdő – Budaörsi lakótelep                              | Új járat a 287-es busz kiegészítése céljából.                                                                                           |

## Változatlan vonalak
| Jelzés | Végállomások                                                                      |
| ------ | --------------------------------------------------------------------------------- |
| 1V     | Bécsi út – Árpád híd M                                                            |
| 5      | Pasaréti tér – Rákospalota, Kossuth utca                                          |
| 7      | Újpalota, Nyírpalota út – Albertfalva vasútállomás                                |
| 9      | Óbuda, Bogdáni út – Kőbánya alsó vasútállomás                                     |
| 11     | Batthyány tér M+H – Nagybányai út                                                 |
| 13     | Budatétény vasútállomás (Campona) – Diósd, Búzavirág utca                         |
| 13A    | Budatétény vasútállomás (Campona) – Diósd, Sashegyi út                            |
| 15     | Boráros tér H – Árpád híd M                                                       |
| 16     | Deák Ferenc tér M – Széll Kálmán tér M                                            |
| 16A    | Dísz tér – Széll Kálmán tér M                                                     |
| 20E    | Keleti pályaudvar M – Káposztásmegyer, Szilas-patak                               |
| 21     | Széll Kálmán tér M – Csillebérc, KFKI                                             |
| 21A    | Széll Kálmán tér M – Normafa                                                      |
| 22     | Széll Kálmán tér M – Budakeszi, Tesco-Parkcenter                                  |
| 22A    | Széll Kálmán tér M – Budakeszi, Dózsa György tér                                  |
| 23     | Boráros tér H – Pesterzsébet, Ady Endre tér                                       |
| 23E    | Boráros tér H – Pesterzsébet, Ady Endre tér                                       |
| 25     | Újpest-Központ M – Mexikói út M                                                   |
| 26     | Nyugati pályaudvar M – Árpád híd M                                                |
| 27     | Móricz Zsigmond körtér M – Citadella – Sánc utca                                  |
| 29     | Szentlélek tér H – Hűvösvölgy                                                     |
| 30     | Keleti pályaudvar M – Káposztásmegyer, Mogyoródi-patak                            |
| 30A    | Keleti pályaudvar M – Megyer, Szondi utca                                         |
| 31     | Örs vezér tere M+H – Káposztásmegyer, Mogyoródi-patak                             |
| 32     | Örs vezér tere M+H – Árpád híd M                                                  |
| 33     | Móricz Zsigmond körtér M – Nagytétény, ipartelep                                  |
| 34     | Árpád híd M – Békásmegyer, Újmegyeri tér                                          |
| 35     | Szentlőrinci úti lakótelep – Csepel, Csillagtelep                                 |
| 36     | Pestszentlőrinc vasútállomás – Csepel, Csillagtelep                               |
| 38     | Csepel, Szent Imre tér – Lakihegy, Cseresznyés utca                               |
| 39     | Batthyány tér M+H – Goldmark Károly utca                                          |
| 44     | Örs vezér tere M+H – Centenáriumi lakótelep                                       |
| 45     | Örs vezér tere M+H – Cinkota, Lassú utca                                          |
| 46     | Újpalota, Nyírpalota út – Helikopter lakópark                                     |
| 54     | Boráros tér H – Pestszentimre, Ültetvény utca                                     |
| 55     | Boráros tér H – Gyál, Vecsési út                                                  |
| 57     | Hűvösvölgy – Remetekertváros                                                      |
| 63     | Hűvösvölgy – Nagykovácsi, Tisza István tér                                        |
| 64     | Hűvösvölgy – Solymár, Auchan áruház                                               |
| 64A    | Hűvösvölgy – Solymár, Templom tér                                                 |
| 65     | Kolosy tér – Fenyőgyöngye                                                         |
| 66     | Határ út M – Soroksár, központi raktárak / BILK                                   |
| 66E    | Határ út M – Soroksár, BILK                                                       |
| 67     | Örs vezér tere M+H – Rákoskeresztúr, Aranylúd utca                                |
| 68     | Kispest, Vas Gereben utca – Akadémiaújtelep, 525. tér                             |
| 71     | Csepel, Szent Imre tér – Csepel, Horgásztanya                                     |
| 84E    | Határ út M – Gyál, Deák Ferenc utca                                               |
| 85     | Kőbánya-Kispest M – Örs vezér tere M+H                                            |
| 85E    | Kőbánya-Kispest M – Örs vezér tere M+H                                            |
| 86     | Óbuda, Bogdáni út – Újbuda, Függetlenségi park                                    |
| 89E    | Határ út M – Gyál, Bem József utca                                                |
| 91     | Széll Kálmán tér M – Nyugati pályaudvar M                                         |
| 92     | Rákosszentmihály vasútállomás – Kistarcsa, kórház H – Auchan Liget                |
| 93     | Kőbánya-Kispest M – Szemeretelep vasútállomás                                     |
| 93A    | Kőbánya-Kispest M – Pestszentlőrinc, Fedezék utca                                 |
| 93     | Kőbánya-Kispest M – Szemeretelep vasútállomás                                     |
| 94E    | Határ út M – Gyál, Vecsési út                                                     |
| 95     | Puskás Ferenc Stadion M – Felsőcsatári köz                                        |
| 96     | Újpalota, Szentmihályi út – Újpest, Fóti út                                       |
| 97E    | Örs vezér tere – Rákoskert                                                        |
| 98     | Kőbánya-Kispest M – Rákoscsaba vasútállomás                                       |
| 98E    | Kőbánya-Kispest M – Rákoshegy vasútállomás                                        |
| 99     | Blaha Lujza tér M (Népszínház utca) – Pesterzsébet, Mátyás király tér             |
| 100    | Örs vezér tere M+H – Expo tér                                                     |
| 101V   | Óbuda, Bogdáni út – Árpád híd M                                                   |
| 102    | Széll Kálmán tér M – Szendrő utca                                                 |
| 103    | Kelenföld vasútállomás M – Népliget M                                             |
| 104    | Rákospalota, Kossuth utca – Dunakeszi, Auchan áruház                              |
| 104A   | Rákospalota, Kossuth utca – Székesdűlő, ipartelep                                 |
| 105    | Apor Vilmos tér – Gyöngyösi utca M                                                |
| 106    | Árpád híd M – Római úti lakótelep, Varsa utca                                     |
| 111    | Kolosy tér – Batthyány tér M+H                                                    |
| 113    | Budatétény vasútállomás (Campona) – Diósd, Sashegyi út                            |
| 113A   | Budatétény vasútállomás (Campona) – Nagytétény, Angeli utca                       |
| 114    | Kosztolányi Dezső tér – Baross Gábor-telep, Ispiláng utca                         |
| 116    | Fény utcai piac – Dísz tér                                                        |
| 117    | Kőbánya alsó vasútállomás – Mélytó utca                                           |
| 118    | Szentlélek tér H – Óbudai autóbuszgarázs                                          |
| 119    | Gubacsi út – Zodony utca                                                          |
| 120    | Újpest-Központ M – Árpád híd M                                                    |
| 121    | Újpest-Városkapu M (Temesvári utca) – Rákospalota-Újpest vasútállomás             |
| 122    | Újpest-Városkapu M – Káposztásmegyer, Mogyoródi-patak                             |
| 123    | Határ út M – Soroksár, Auchan áruház                                              |
| 123A   | Határ út M – Szentlőrinci úti lakótelep                                           |
| 124    | Bosnyák tér – Rákospalota, Bogáncs utca                                           |
| 125    | Bosnyák tér – Rákospalota, MEDIMPEX                                               |
| 126    | Káposztásmegyer, Szilas-patak – Dunakeszi, Auchan áruház                          |
| 126A   | Káposztásmegyer, Szilas-patak – Káposztásmegyer, Mogyoródi-patak                  |
| 128    | Széll Kálmán tér M – Városkúti út                                                 |
| 129    | Széll Kálmán tér M – Széher út                                                    |
| 130    | Puskás Ferenc Stadion M – Újpalota, Sárfű utca                                    |
| 131    | Örs vezér tere M+H – Kisszentmihály, Baross utca                                  |
| 134    | Szentlélek tér H – Békásmegyer, Újmegyeri tér                                     |
| 135    | Soroksár, Auchan áruház – Soroksár, Millenniumtelep                               |
| 135A   | Soroksár, Kertvárosi körút – Soroksár, Millenniumtelep                            |
| 136E   | Kőbánya-Kispest M – Havanna utcai lakótelep                                       |
| 137    | Szentlélek tér H – Máramaros út                                                   |
| 138    | Csepel, Szent Imre tér – Budatétény vasútállomás (Campona)                        |
| 139    | Széll Kálmán tér M – Gazdagréti tér                                               |
| 143    | Békásmegyer H – Pince köz                                                         |
| 144    | Örs vezér tere M+H – Rákosszentmihály, Csömöri út                                 |
| 146    | Újpalota, Nyírpalota út – Rákoskeresztúr, városközpont                            |
| 146A   | Cinkotai autóbuszgarázs – Rákoskeresztúr, városközpont                            |
| 147    | Újpest-Központ M – Megyer, Julianus barát utca                                    |
| 148    | Kőbánya-Kispest M – Csepel, Soroksári rév                                         |
| 149    | Széll Kálmán tér M – Fenyves utca                                                 |
| 151    | Csepel, Határ utca – Kőbánya alsó vasútállomás                                    |
| 152    | Csepel, Szent Imre tér – Csepel, Királyerdő út                                    |
| 155    | Széll Kálmán tér M – Zugligeti út                                                 |
| 156    | Széll Kálmán tér M – Dániel út                                                    |
| 157    | Hűvösvölgy – Budaliget, Géza fejedelem útja                                       |
| 159    | Csepel, Szent Imre tér – Szent László utcai lakótelep                             |
| 160    | Batthyány tér M+H – Békásmegyer H                                                 |
| 161    | Örs vezér tere M+H – Kucorgó tér                                                  |
| 161A   | Örs vezér tere M+H – Rákoskeresztúr, Kis utcai lakótelep                          |
| 162    | Kőbánya alsó vasútállomás – Maglód, Auchan áruház                                 |
| 162A   | Kőbánya alsó vasútállomás – Rákoskeresztúr, városközpont                          |
| 164    | Hűvösvölgy – Solymár, PEMÜ                                                        |
| 165    | Kolosy tér – Remetehegyi út                                                       |
| 166    | Gubacsi út – Ferihegy vasútállomás                                                |
| 168E   | Örs vezér tere M+H – Rákoshegy, Ferihegyi út                                      |
| 169E   | Örs vezér tere M+H – Pécel, Kun József utca                                       |
| 170    | Újpest-Központ M – Rákospalota, Csömöri-patak                                     |
| 171    | Csepel, Szent Imre tér – Csepel, Soroksári rév                                    |
| 174    | Örs vezér tere M+H – Cinkota H                                                    |
| 175    | Újpalota, Szentmihályi út – Cinkota H                                             |
| 176E   | Örs vezér tere M+H – Rákoscsaba-Újtelep, Tóalmás utca                             |
| 178    | Keleti pályaudvar M – Naphegy tér                                                 |
| 179    | Csepel, Szent Imre tér – Közvágóhíd H                                             |
| 181    | Aszódi utca – József Attila lakótelep, Távíró utca                                |
| 182    | Kőbánya-Kispest M – Alacskai úti lakótelep                                        |
| 183    | Pestszentlőrinc, Szarvas csárda tér – Szemeretelep vasútállomás                   |
| 184    | Kőbánya-Kispest M – Pestszentimre, Benjámin utca                                  |
| 185    | Kőbánya alsó vasútállomás – Újhegyi út, Sportliget                                |
| 186    | Békásmegyer H – Donát utca                                                        |
| 188E   | Móricz Zsigmond körtér M – Budaörsi Ipari és Technológiai Park                    |
| 191    | Nyugati pályaudvar M – Sarolta utca                                               |
| 193E   | Kőbánya-Kispest M – Ganztelep, Mednyánszky utca – Vecsés, Market Central Ferihegy |
| 194    | Határ út M – Gloriett lakótelep                                                   |
| 194B   | Határ út M – Gloriett lakótelep                                                   |
| 196    | Újpalota, Szentmihályi út – Újpest, Fóti út                                       |
| 196A   | Újpalota, Szentmihályi út – Újpest-Városkapu M (Temesvári utca)                   |
| 197    | Rákoskert vasútállomás – Rákoskert                                                |
| 198    | Rákoscsaba-Újtelep, Tóalmás utca – Dél-pesti autóbuszgarázs                       |
| 199    | Határ út M – Áchim András utca                                                    |
| 200E   | Kőbánya-Kispest M – Liszt Ferenc Airport 2                                        |
| 201E   | Kőbánya-Kispest M – Kucorgó tér                                                   |
| 201V   | Közvágóhíd H – Ferencváros vasútállomás                                           |
| 202E   | Kőbánya-Kispest M – Kucorgó tér                                                   |
| 204    | Rákospalota, Kossuth utca – Békásmegyer H                                         |
| 212    | Boráros tér H – Svábhegy                                                          |
| 214    | Kosztolányi Dezső tér – Baross Gábor-telep, Ispiláng utca                         |
| 217    | Kőbánya alsó vasútállomás – Pestszentlőrinc, Szarvas csárda tér                   |
| 217E   | Blaha Lujza tér M (Népszínház utca) – Pestszentlőrinc, Szarvas csárda tér         |
| 218    | Szentlélek tér H – Solymár, Auchan áruház                                         |
| 219    | Csillaghegy H – Aranyhegy                                                         |
| 220    | Újpest-Központ M – Újpest, Erdősor út                                             |
| 222    | Széll Kálmán tér M – Budakeszi, Honfoglalás sétány                                |
| 224    | Újpalota, Szentmihályi út – Fót, Auchan áruház                                    |
| 225    | Mexikói út M – Rákospalota, Székely Elek út                                       |
| 226    | Nyugati pályaudvar M – Óbudai-sziget                                              |
| 230    | Keleti pályaudvar M – Káposztásmegyer, Aquaworld                                  |
| 231    | Örs vezér tere M+H – Rákospalota, Széchenyi tér                                   |
| 236    | Havanna utcai lakótelep – Vecsés, Market Central Ferihegy                         |
| 236A   | Havanna utcai lakótelep – Ganztelep, Mednyánszky utca                             |
| 237    | Szentlélek tér H – Jablonka út                                                    |
| 243    | Békásmegyer H – Pince köz                                                         |
| 244    | Örs vezér tere M+H – Centenáriumi lakótelep                                       |
| 251    | Városház tér – Memento Park                                                       |
| 254E   | Népliget M – Alacskai úti lakótelep                                               |
| 257    | Hűvösvölgy – Pesthidegkút                                                         |
| 260    | Batthyány tér M+H – Virágosnyereg út                                              |
| 260A   | Batthyány tér M+H – Kocsis Sándor út                                              |
| 261E   | Örs vezér tere M+H – Rákoskeresztúr, városközpont                                 |
| 262    | Kőbánya alsó vasútállomás – Rákoskert                                             |
| 264    | Hűvösvölgy – Solymár, PEMÜ                                                        |
| 266    | Pestszentimre vasútállomás (Vasút utca) – Ganztelep, Mednyánszky utca             |
| 276E   | Örs vezér tere M+H – Rákoscsaba-Újtelep, Naplás út                                |
| 277    | Örs vezér tere M+H – Bosnyák tér                                                  |
| 281    | Aszódi utca – Ferencvárosi rendelőintézet                                         |
| 282E   | Kőbánya-Kispest M – Alacskai úti lakótelep                                        |
| 284E   | Kőbánya-Kispest M – Pestszentimre, Benjámin utca                                  |
| 291    | Nyugati pályaudvar M – Zugliget, Libegő                                           |
| 294E   | Határ út M – Gyál, Vecsési út                                                     |
| 296    | Újpalota, Szentmihályi út – Káposztásmegyer, Szilas-patak                         |